# Isparta Spartans 2012-2013
Questa voce raccoglie le informazioni riguardanti gli Isparta Spartans nelle competizioni ufficiali della stagione 2012-2013.

## 1. Lig 2012-2013

### Stagione regolare
Le partite giocate in casa o in trasferta sono note solo per i Boğaziçi Sultans.
| marzo 2013 | Boğaziçi Sultans | 27 – 8 | Isparta Spartans |  |

| 2013 | ODTÜ Falcons | 34 – 30 | Isparta Spartans |  |

| 2013 | Gazi Warriors | 17 – 0 | Isparta Spartans |  |

| 2013 | ITÜ Hornets | 32 – 40 | Isparta Spartans |  |

| 2013 | Ankara Cats | 16 – 8 | Isparta Spartans |  |

| 2013 | Hacettepe Red Deers | 40 – 22 | Isparta Spartans |  |

| 2013 | Isparta Spartans | 2 – 0 (a tavolino) | Sakarya Tatankaları |  |

## Statistiche di squadra
| Competizione      | %Vittorie | In casa | In casa | In casa | In casa | In casa | In casa | In trasferta | In trasferta | In trasferta | In trasferta | In trasferta | In trasferta | Totale | Totale | Totale | Totale | Totale | Totale |
| Competizione      | %Vittorie | G       | V       | N       | P       | Pf      | Ps      | G            | V            | N            | P            | Pf           | Ps           | G      | V      | N      | P      | Pf     | Ps     |
| ----------------- | --------- | ------- | ------- | ------- | ------- | ------- | ------- | ------------ | ------------ | ------------ | ------------ | ------------ | ------------ | ------ | ------ | ------ | ------ | ------ | ------ |
| Stagione regolare | .286      | ?       | ?       | ?       | ?       | ?       | ?       | 1+?          | 0+?          | 0+?          | 1+?          | 8+?          | 27+?         | 7      | 2      | 0      | 5      | 110    | 156    |
| Totale            | .286      | ?       | ?       | ?       | ?       | ?       | ?       | 1+?          | 0+?          | 0+?          | 1+?          | 8+?          | 27+?         | 7      | 2      | 0      | 5      | 110    | 156    |